# Saitama
Saitama (さいたま市 Saitama-shi) er en by i Japan. Byen har 1.325.843 (2021) indbyggere og er en forstad til Tokyo. Saitama er hovedby i Saitama-præfekturet.